# Эйхенбаум, Яков Моисеевич
Яков Моисеевич Эйхенбаум (Айхенбойм, Айхинбойм; 12 октября 1796, Кристинополь, Королевство Галиции и Лодомерии — 8 января 1861, Киев, Российская империя) — российский математик, переводчик, педагог и поэт. Дед Бориса Эйхенбаума и Всеволода Волина.

## Биография
Родился в 1796 году в местечке Кристинополь в Галиции. Уже ребёнком он вызывал удивление своими феноменальными способностями; в возрасте двух лет он уже свободно читал по-еврейски, в четыре года знал Пятикнижие. Его отец Моисей Гельбер из Замостья, сосватал своего восьмилетнего сына и отправил его на воспитание к будущему тестю, деревенскому арендатору, жившему близ волынского местечка Горохова. Какой-то каббалист ознакомил Эйхенбаума с первыми элементами математики. Стремление к светским знаниям вызвало неудовольствие со стороны правоверной семьи тестя. Эйхенбаум вынужден был развестись с женой, и для него начались годы скитания.
Очутившись в 1815 году в Замостье, где вторично женился, Эйхенбаум впервые познакомился с просветительным движением; усвоение немецкого языка дало Эйхенбаум возможность основательно изучить математические науки; в 1819 году он перевёл «Элементы» Евклида на древнееврейский язык (за недостатком средств не опубликовано). В течение ряда лет Я. М. Эйхенбаум, обременённый многочисленной семьей, скитался по разным городам, перебиваясь частными уроками.
В годы своего пребывания в Умани Эйхенбаум близко сошёлся с известным впоследствии профессором Кембриджского университета Германом Хедвигом Бернардом. В 1835 году открыл частную еврейскую школу в Одессе. Терпя нужду, Эйхенбаум обратился в 1843 году к Исааку Бер Левинзону с просьбой, чтобы тот похлопотал за него y Макса Лилиенталя ο месте в одной из открываемых казённых школ. В следующем году Эйхенбаум был назначен смотрителем еврейской школы в Кишинёве, a с 1850 года до самой смерти состоял инспектором раввинского училища в городе Житомире. В записи о рождении в Кишинёве 15 февраля 1848 года дочери Бейли указан как Янкель Айхинбойм, смотритель еврейских школ в Одессе и Кишинёве; жена — Тувба (Туба) Айхинбойм. В записи о бракосочетании 15 октября 1864 года в Житомире одна его дочь записана как Фейга Янкелевна Айхенбойм (род. 1846), другая (9 декабря 1857 года) — Бася Янкелевна Айхинбойм; в Житомире же у Янкеля Айхенбойма и его жены Тойбы родились дочь Малка (24 июля 1851 года) и сын Мошко (30 ноября 1853 года).
Чрезвычайно остроумный и общительный, Эйхенбаум пользовался большой популярностью среди своих воспитанников. Неблагоприятные условия переходной эпохи не дали Эйхенбауму возможности нормально развить свои исключительные дарования. Обладая значительным поэтическим талантом, Эйхенбаум не создал в этой области ничего выдающегося. В его сборнике стихотворений «Kol Simrah» (1836) преобладают переводы, и только в прекрасной поэме «Arba itot ha-Schanah» (четыре времени года) обнаружилась сила его поэтического дарования. Самым крупным произведением Эйхенбаума является его поэма «Ha-Kerab» (1840), в которой поэт, замечательный шахматист, в звучных стихах описывает партию шахматной игры в виде битвы (О. А. Рабинович перевёл ее в 1847 году на русский язык). По изяществу формы и яркости образов эта поэма явилась заметным этапом в развитии новоеврейской поэзии. Другая его большая поэма, «Ha-Kossem», опубликована в «Ha-Meliz» (1860) и в следующем году вышла отдельно.
Как математик Эйхенбаум впервые обратил на себя внимание своим спором (Кеrem Chemed, IX) с С. Д. Луццатто по поводу одного тёмного места y Авраама ибн-Эзры. Сенсацию произвело его столкновение с французским математиком Луи-Бенжаменом Франкёром. Эйхенбаум открыл ошибку в вычислениях последнего, по этому поводу завязался между Эйхенбаумом и французским учёным научный диспут, из которого Эйхенбаум вышел победителем. Эйхенбаум перевёл курс Франкера по математике на древнееврейский язык, но из-за недоразумений с типографом книга не вышла из печати. Также Эйхенбаум опубликовал руководство по арифметике «Chochmat ha-Schiurim» (1857).
Яков Моисеевич Эйхенбаум умер 27 декабря 1861 года в Киеве.